# Ostra (Italia)
Ostra è un comune italiano di 6 232 abitanti della provincia di Ancona nelle Marche.
Ha assunto la sua attuale denominazione dal 12 maggio 1881 per Regio Decreto: in precedenza il paese venne denominato Montebodio e Montalboddo; la prima attestazione del toponimo originale (Mons Bodii, Monte Bodio) risale al XII secolo.
L'attuale abitato non si deve confondere con l'antica città romana di Ostra, dalla quale deriva l'attuale denominazione e che si trova in località Le Muracce di Ostra Vetere.

## Geografia fisica
Adagiata su una delle caratteristiche colline del paesaggio marchigiano, sovrastante la valle del Misa, Ostra rappresenta per numero di abitanti il principale comune (assieme a Corinaldo) dell'entroterra di Senigallia, dalla quale dista solo 14 km. Poco lontana è anche la città di Jesi (18 km) mentre il capoluogo di regione (Ancona) si trova a circa 40 km.
Il territorio comunale si estende per 46,59 km² e comprende, oltre al capoluogo, anche le frazioni di Pianello, Casine e Vaccarile. Le prime due, di dimensioni maggiori, sono situate a valle lungo la strada provinciale Arceviese e per questo motivo sono caratterizzate da una notevole espansione edilizia.

## Storia

### La leggenda
Nell'anno 410 d.C. l'antico municipio romano di Ostra (le cui rovine si trovano oggi in località "Le Muracce" di Ostra Vetere) venne distrutto dai Visigoti di Alarico. I cittadini sopravvissuti decisero allora di rifugiarsi su un colle poco distante, di proprietà del loro concittadino Bodio, dove venne stabilito di rifondare il centro abitato. Nacque così Monte Bodio (o Montalboddo), che mantenne questo nome fino al 1881: in questo anno, infatti, si decise di tornare all'antico appellativo di Ostra, proprio per avvalorare la diretta discendenza del borgo attuale dall'antico municipio romano.

### L'origine medievale
Non esistono tuttavia documentazioni ufficiali che testimonino un simile andamento dei fatti, tanto che il nome "Monte Bodio" comparve per la prima volta nel 1194, anno di costituzione del comune. Prima di questa data le terre ostrensi erano state inizialmente parte dell'Esarcato di Ravenna e quindi, donate alla Chiesa da Pipino il Breve, sottoposte al dominio dell'Arcivescovo della stessa città romagnola, senza che mai fosse menzionata la presenza di un vero e proprio centro abitato.

### La nascita del Comune, il dominio ravennate e quello jesino

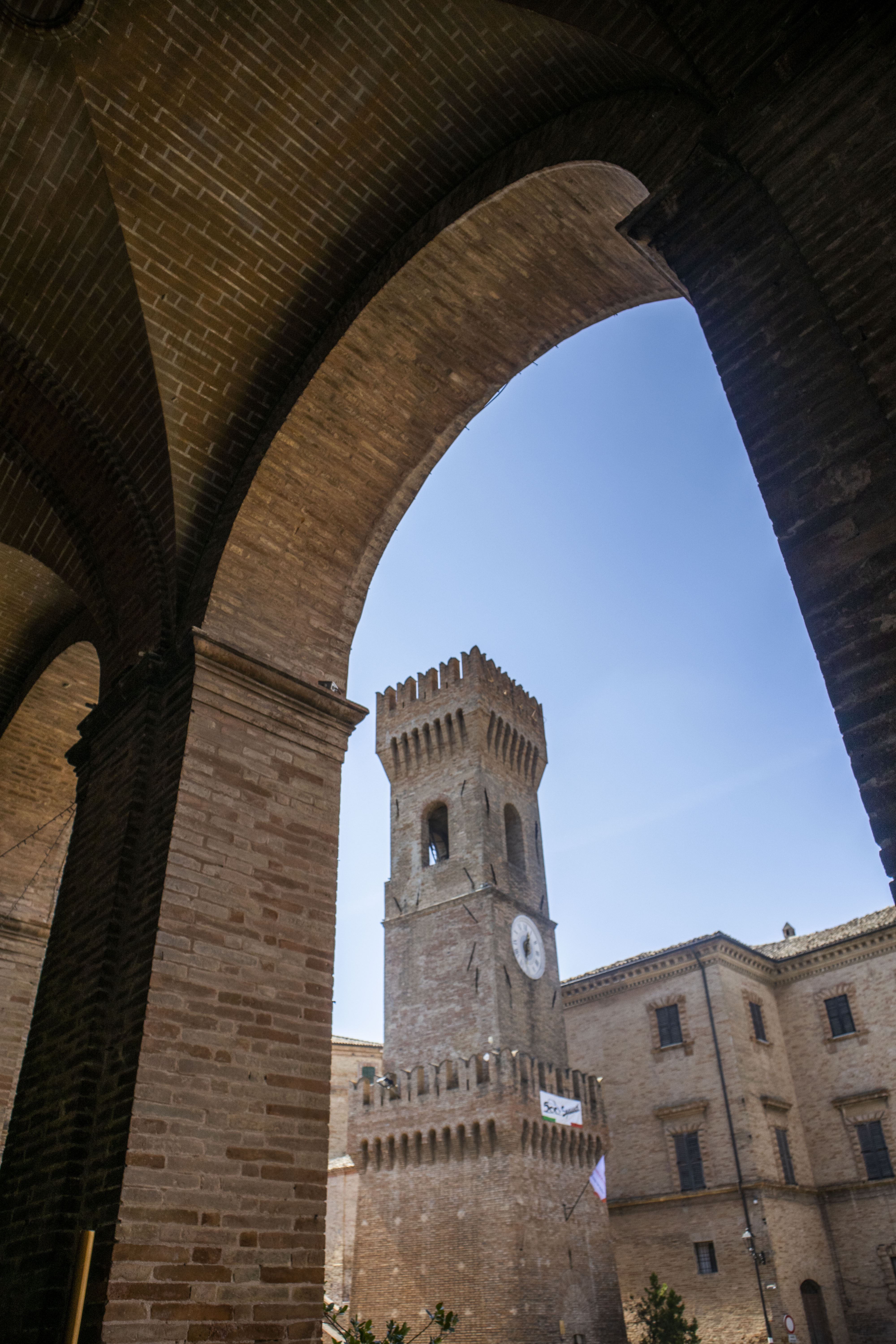
La torre civica.

La nascita ufficiale del Comune, avvenuta come detto nel 1194, ebbe luogo attraverso il cosiddetto Patto d'Argenta, stipulato nel castello dell'omonima cittadina romagnola dinnanzi all'Arcivescovo di Ravenna, il quale emanò per Montalboddo i Capitula Comunis (statuti). Il patto, sebbene sancisse la nascita del Comune, non faceva altro che confermare la sottomissione di Montalboddo al dominio dello stesso Arcivescovo; una sottomissione che ebbe fine solo nel 1230 quando, dopo due anni di rivolte, i cittadini montebodiesi riuscirono a spezzare il dominio ravennate e a conquistare, sotto la protezione della Chiesa di Roma, la loro indipendenza.
L'autonomia amministrativa del comune durò tuttavia appena un ventennio poiché, nel 1255, Ostra fu saccheggiata ed entrò sotto l'influenza della vicina Jesi, nonostante un patto di alleanza tra i due comuni stipulato quattro anni prima. Il dominio jesino su Montalboddo durò circa un secolo.

### Il periodo delle Signorie
Sebbene Montalboddo contasse nel '300 circa 3 000 abitanti, non poté che assistere passivamente alle lotte di espansione delle casate più potenti, trovandosi spesso a cambiar dominio.
La prima famiglia che prese il potere, nel 1320, fu quella dei Paganelli, di origine romagnola. Diventati signori indiscussi di Montalboddo, i Paganelli beneficiarono dapprima della protezione degli Ordelaffi di Forlì per poi sottomettersi, nel 1355, al "rinato" potere pontificio, ottenendo, nel 1366, l'emanazione di un nuovo Statuto Comunale da parte del cardinale Egidio Albornoz. Venuta di nuovo meno l'autorità papale, il potere tornò nelle mani dei Paganelli, protetti dai vicini conti di Montefeltro.
A partire dal 1399, quando i Paganelli vennero sconfitti da Galeotto Belfiore Malatesta di Rimini, che vi morì durante l'assedio; numerose signorie si alternarono alla guida di Montalboddo: nel 1416 gli stessi Malatesta vennero sopraffatti da Braccio da Montone, signore di Perugia, al quale seguì il dominio dei Montefeltro, quello brevissimo di Francesco Sforza ed infine il ritorno dei Paganelli che, con Roberto (detto da Montalboddo), sconfissero definitivamente gli sforzeschi e si allearono con i Malatesti.
Infine, il 9 giugno 1454, stanchi dei continui avvicendamenti al potere e delle varie Signorie, i cittadini di Montalboddo cacciarono i Paganelli e fecero atto di dedizione alla Chiesa. Firmato il nuovo patto presso Arcevia ed entrato in vigore il nuovo Statuto Comunale, fu abbattuta la rocca del castello affinché a nessun signore venisse più in mente di conquistarla.

### La rinascita economica e il titolo di Città

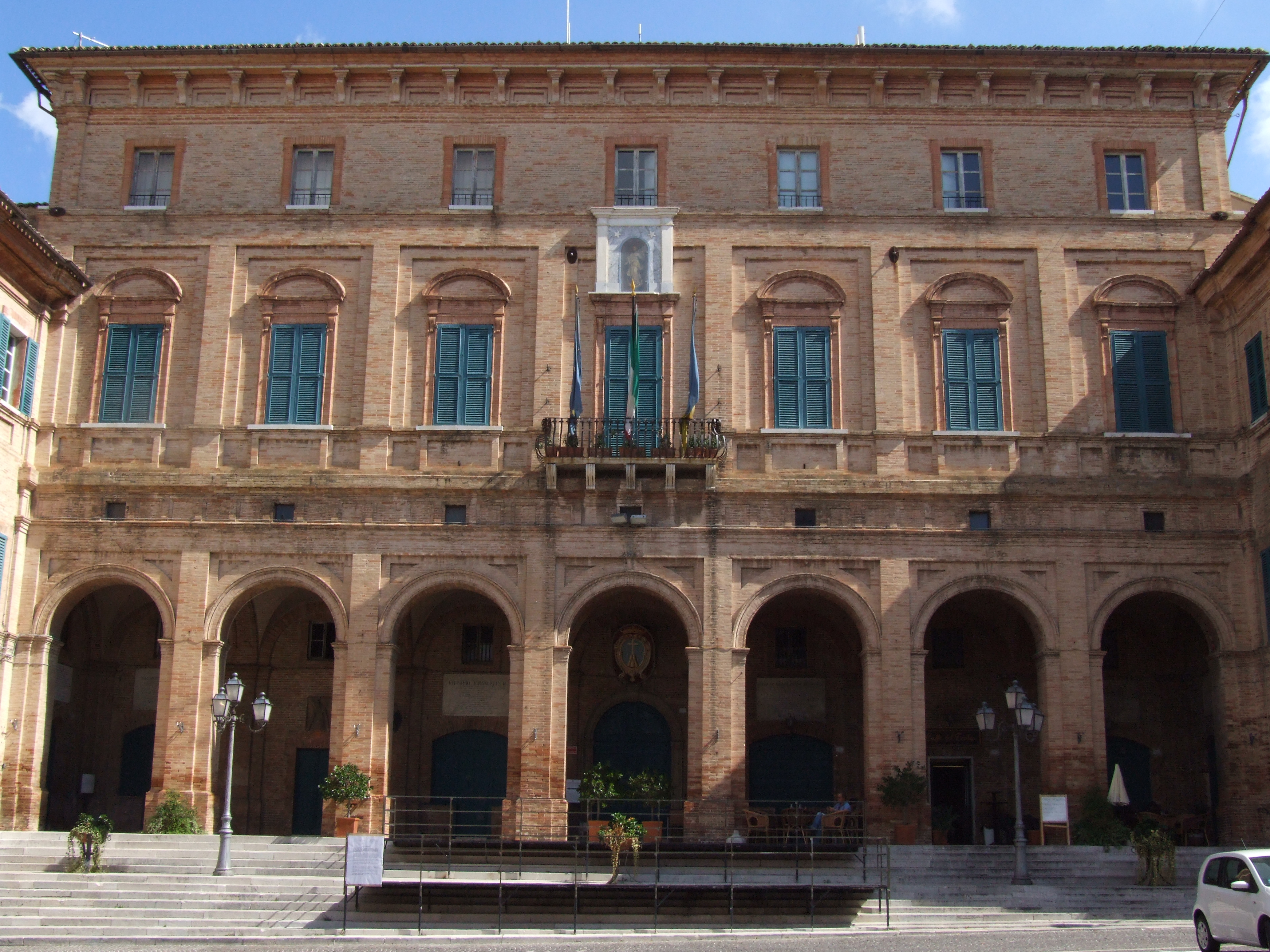
Il palazzo comunale

L'aver cambiato così tante volte padrone, molto spesso a seguito di guerre e rivolte, aveva gravemente danneggiato lo sviluppo economico di Montalboddo, la cui popolazione era diminuita di circa un terzo. Sotto il dominio della Chiesa si verificò invece una spettacolare ripresa economica e demografica, nonostante alcuni periodi di carestia e pestilenze che segnarono la popolazione; l'agricoltura era l'attività dominante: vennero messe a coltura nuove terre anche al di fuori della cinta muraria, nelle quali sorsero grandi case coloniche.
Anche la nobiltà ostrense acquistò maggiore importanza e potere: con esso nacquero inevitabilmente dissidi e violente faide tra le maggiori famiglie, che si conclusero soltanto nel 1574 con la sottoscrizione di una pace tra i vari ceppi nobiliari. A cavallo tra il XVII ed il XVIII secolo Montalboddo visse un periodo di pace e prosperità, risultando, secondo lo storico locale Agostino Rossi (1694), «uno dei territori più ricchi e fertili della Marca anconitana».
Questo diffuso benessere portò le nobili famiglie ad ampliare ed abbellire i propri palazzi mentre la cittadinanza edificò il Palazzo comunale; anche i vari ordini religiosi costruirono importanti conventi che, come gli edifici civili, furono decorati con pitture, stucchi ed opere d'arte. A coronamento di questo sviluppo economico, culturale e religioso, il 30 luglio 1790 papa Pio VI conferì a Montalboddo il titolo di Città, attraverso il breve Apostolicae sedis Maiestati.

### Da Montalboddo a Ostra: la storia contemporanea
Nel XIX secolo, dopo aver subito l'occupazione francese ed essere tornata sotto il dominio pontificio, Montalboddo partecipò alle lotte risorgimentali, venendo annessa per pubblico plebiscito al Regno di Vittorio Emanuele II (1860).
Il 12 maggio 1881 un decreto del Re d'Italia Umberto I accolse la richiesta dei cittadini di Montalboddo, modificando in Ostra il nome della città.
Con il nuovo appellativo il comune ha condiviso le sorti dell'Italia nel corso del XX secolo, passando attraverso gli anni difficili delle due guerre mondiali e quelli della rinascita post-bellica.
Oggi Ostra custodisce numerose testimonianze del suo storico passato che si offrono suggestive ai sempre più numerosi ospiti della città.

## Simboli
Nel corso dei secoli Ostra ha cambiato vari stemmi comunali. La più antica documentazione giunta sino a noi è del 1371. Quell'antico sigillo riportava: sette monti in linea, le chiavi della chiesa e a destra la croce di Cristo, quale atto di dedizione. Dal secolo XV sino al 1528 troviamo i cinque monti solamente. In quella data vi venne aggiunta la croce che ancora oggi si innalza al centro. In seguito si ebbe la variante dei monti sovrapposti con sopra la croce, stemma che è rimasto fino ad oggi.

## Monumenti e luoghi d'interesse

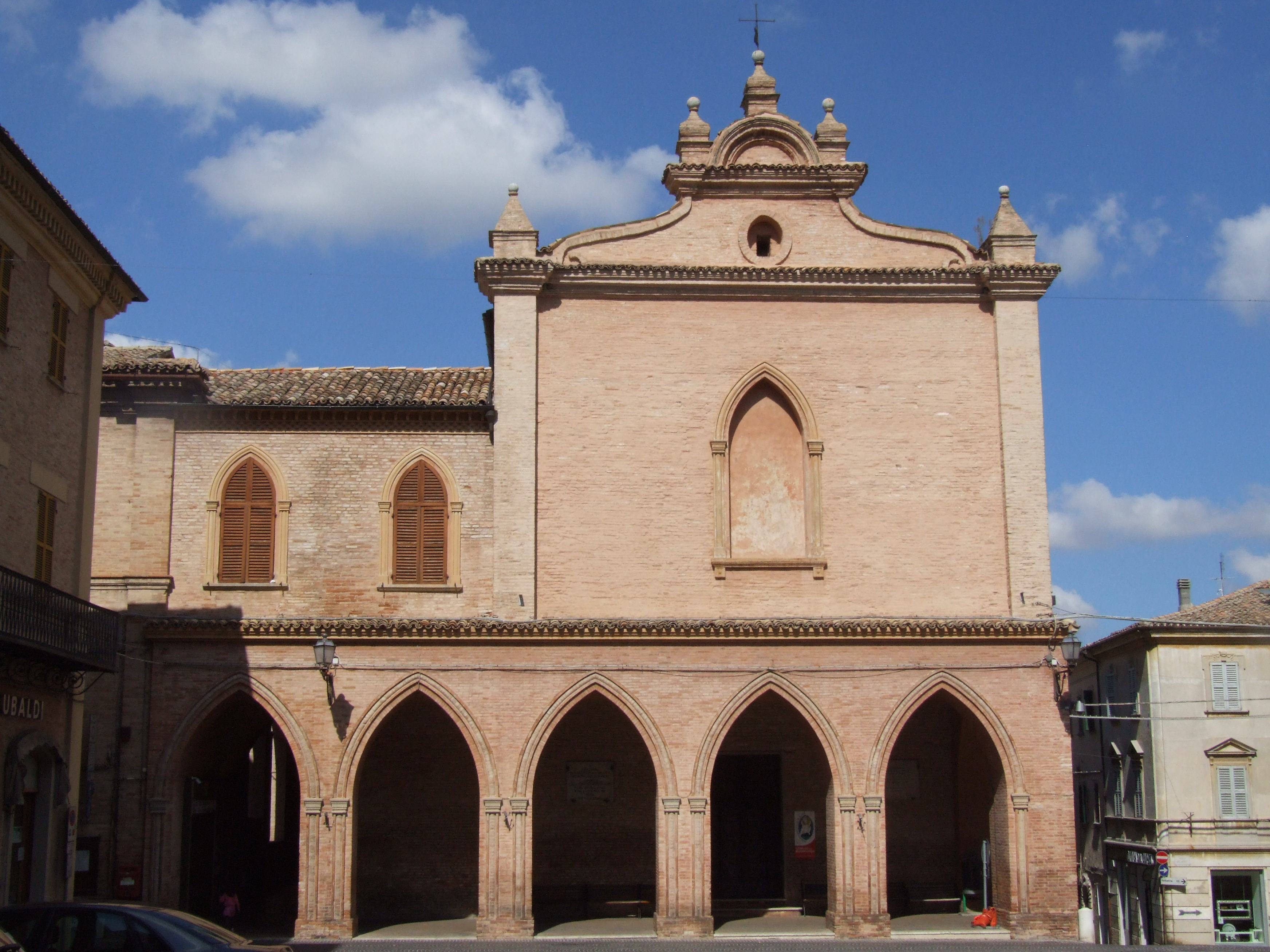
La chiesa di San Francesco, in Piazza dei Martiri.

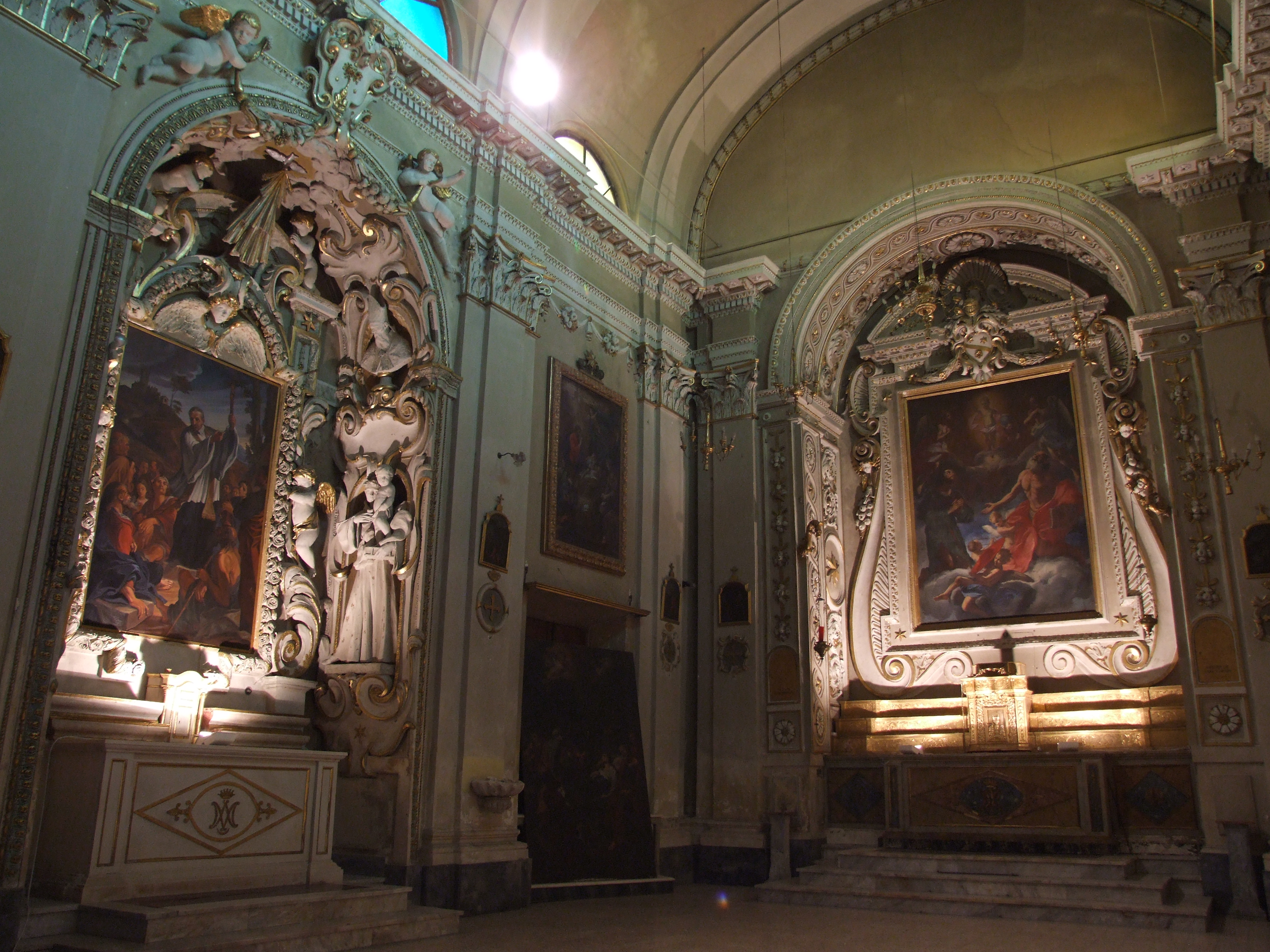
Il ricco interno della chiesetta di San Rocco.

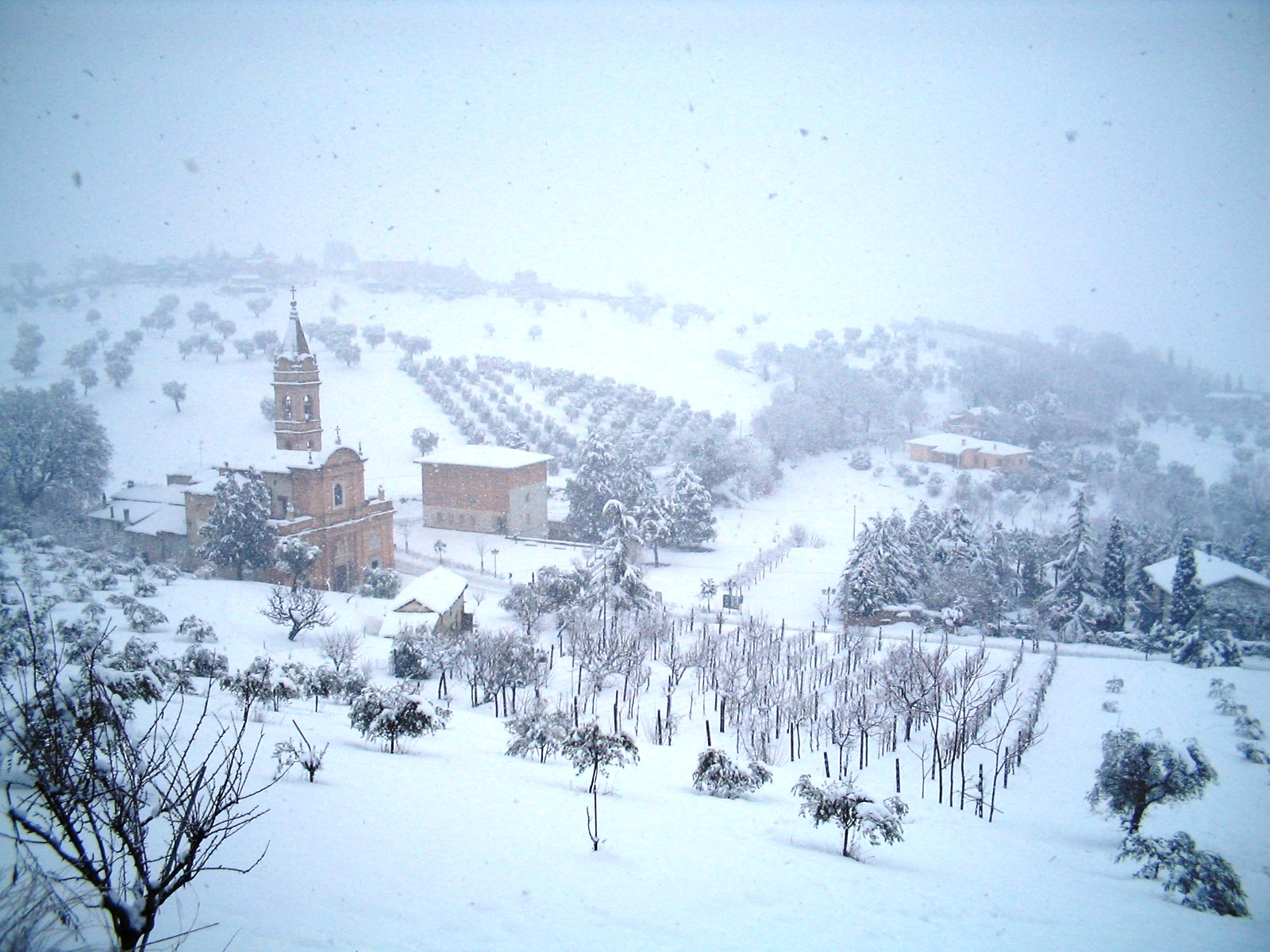
Il Santuario della Madonna della Rosa fra le nevi.

### Architetture religiose
Chiesa di San Francesco
Risale al 1283 e fu ricostruita nel 1350. La facciata con portico neogotico e coronamento baroccheggiante fu invece edificata dopo il 1860, quando la navata della chiesa venne accorciata per ampliare la piazza.
Basilica collegiata di Santa Croce
Situata nella parte "bassa" del centro storico, la Basilica collegiata di Santa Croce è la chiesa principale di Ostra. Edificata dopo il Mille, fu inizialmente abbazia dei monaci benedettini. Nel novembre 1795 papa Pio VI eresse la Chiesa di Santa Croce a collegiata, affidandola ad un "collegio dei canonici" e ad un arciprete, di nomina papale. Nel novembre 2008 la chiesa fu elevata alla dignità di basilica minore. La vecchia chiesa romanica, detta "delle quattro colonne" fu completamente ricostruita tra il 1848 e il 1851, in quanto ormai troppo piccola e in grande decadenza. Dopo la guerra fu anche ricostruito il campanile, danneggiato dai colpi di cannone.
Santuario della Madonna della Rosa
Il Santuario della Madonna della Rosa, situato a poca distanza dal centro storico, fu costruito nel 1754 per contenere il grande afflusso di pellegrini all'edicola della Vergine. La tradizione vuole che, nel 1666, un giglio posto da una fanciulla di fronte all'immagine della Madonna restò fresco e profumato per diversi mesi, come fosse stato appena colto. La facciata ed il campanile vennero edificati nel XIX secolo su progetto dell'architetto Francesco Vespignani di Roma. Ancora oggi è meta di numerosi pellegrinaggi, custodendo al suo interno numerosi ex voto, tra cui due bandiere turche.
Chiesetta di San Rocco
L'edificio venne costruito fra il 1528 e il 1545 come chiesa dell'annesso Convento delle Clarisse del Buon Gesù. Semplice nella sua architettura, custodisce fastosi stucchi barocchi e pregevoli pitture di Giacinto Brandi e Pietro da Cortona; fra le quali, sull'altar maggiore, è Gesù bambinoadorato dai Santi Girolamo e Rocco, del Brandi. Inoltre vi è un organo Callido del 1771. Le Clarisse del Buon Gesù abbandonarono definitivamente il monastero e la chiesa il 5 aprile del 1894. Oggi è proprietà comunale.
Santuario di Santa Maria Apparve
Il Santuario di Santa Maria Apparve sorge vicino ad un'edicola dove, nel 1527, la Vergine Maria sarebbe apparsa ad un pastorello rivelandogli che avrebbe protetto da una pestilenza la popolazione ostrense se questa avesse eretto una chiesa in suo onore. Secondo il rito sacro, nel 1529 venne perciò consacrata la chiesa e durante i secoli XVI e XVII tante furono le grazie ricevute. Un ampliamento della chiesa, ad un'unica navata, si è avuto nel 1885, anno in cui subentrarono i frati minori cappuccini che costruirono il convento. Vi si trova un'effigie della Madonna con bambino e angeli sull'altare maggiore.

### Architetture civili

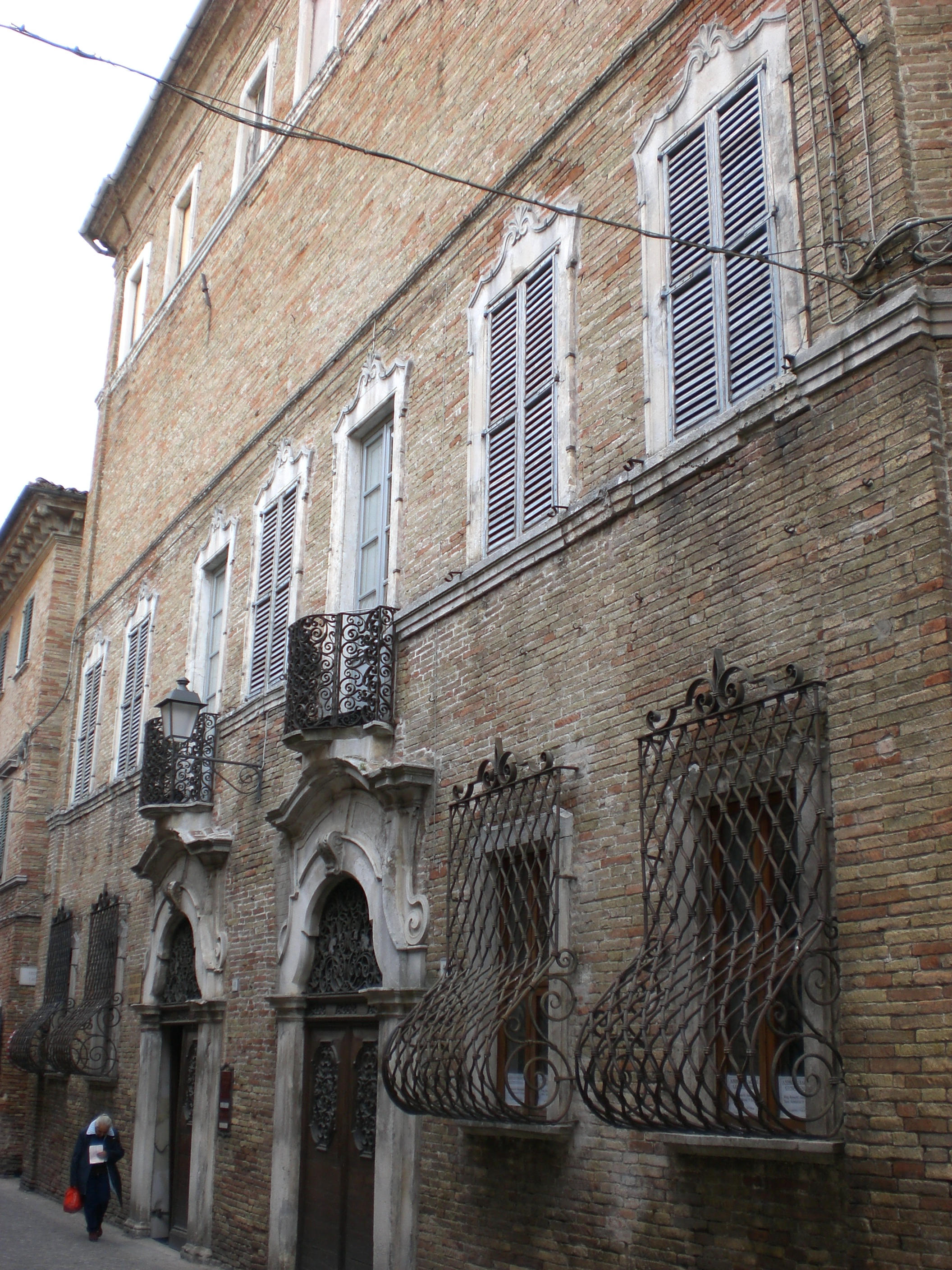
Palazzo Luzi-Fedeli-Gabuzzi.

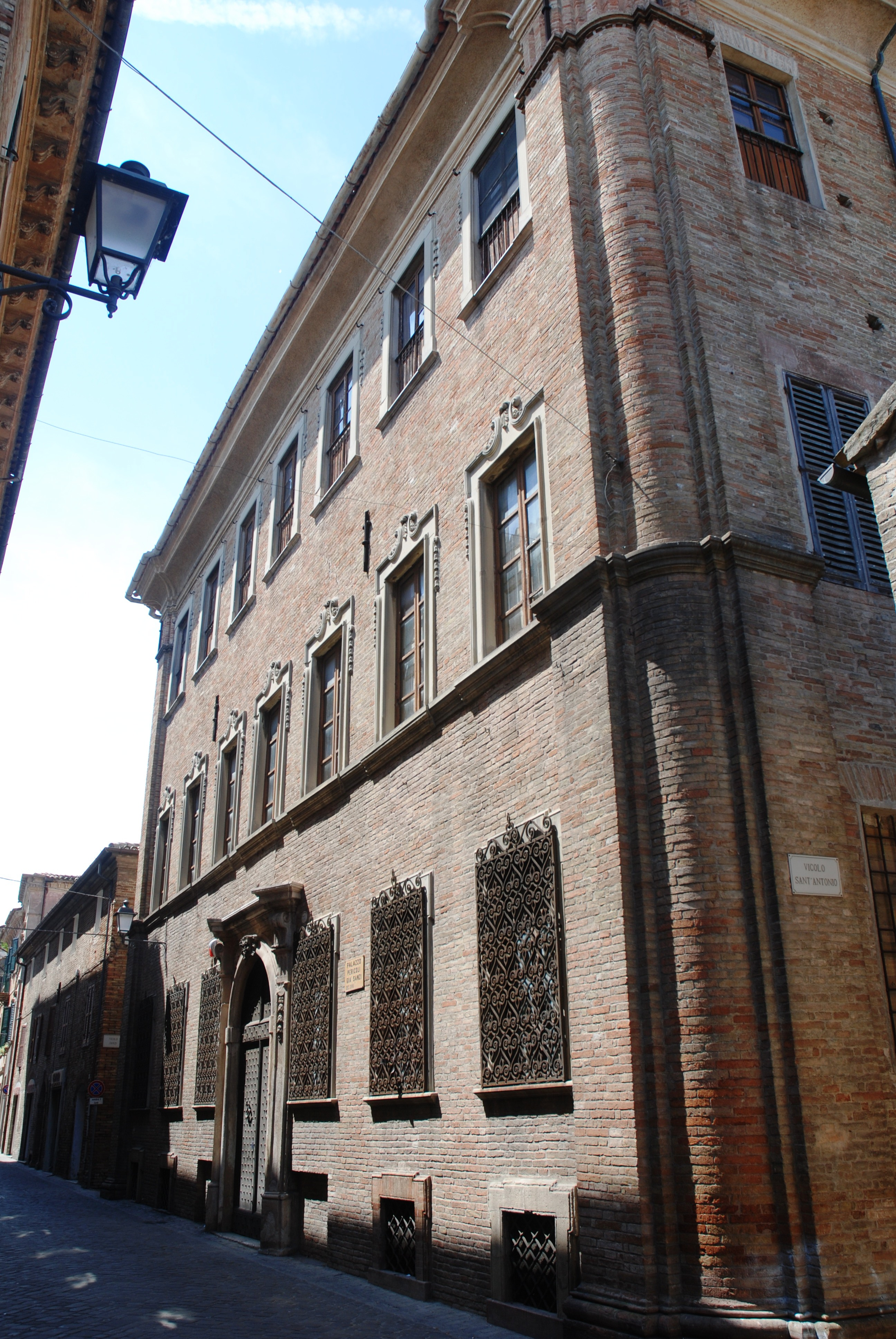
Palazzo Sanzi-Pericoli.

Ostra conserva numerosi edifici di origine nobiliare, principalmente posti all'interno della cinta muraria:
Palazzo Comunale
L'imponente edificio, con alto portico, domina la centrale Piazza dei Martiri. Venne retto nel 1749 dall'architetto Giuseppe Carbonari.
Palazzo dei Padri Conventuali
Adiacente alla Chiesa di San Francesco, con ingresso principale situato su via Gramsci, fu edificato nel XVIII secolo come sede dei Padri Francescani Conventuali.
Oggi è sede della biblioteca comunale, dell'archivio storico cittadino e della pinacoteca civica.
Annualmente, nel mese di agosto, i suoi locali ospitano la mostra nazionale dell'antiquariato e artigianato artistico.
Palazzo Gherardi
Situato sul corso Mazzini edificato nel 1666 dalla famiglia Gherardi che ancora lo possiede.
Palazzo Menchetti
L'antica e nobile famiglia Menchetti è forse di origine veneta o albanese. Si sarebbe trasferita in Montalboddo nel sec. XV in seguito a vicende politiche. Il suo capostipite è riconosciuto in un certo MENCHETTO (da Dominus - Dominicus - Mencus - Menchettus) che implica un’idea di padronanza. Un ramo dell'antica famiglia dei MENCHI nel 1400 cambiò il nome in quello di Menchetti e così continuarono a chiamarsi tutti i discendenti di quel ramo. La nobiltà di questa famiglia si può comunque fare risalire al 1200, avendo questa sempre ricoperto cariche che spettavano ai soli nobili. Verso la metà del sec. XVI i Menchetti furono insigniti del titolo di “nobiles de Montebodio” e fecero parte della nobiltà montalboddese. Tale titolo però venne ufficialmente riconosciuto solo nel 1790, quando Montalboddo fu elevato al grado di città. La famiglia poi si divise in tre rami, due dei quali estinti.
La parte più antica del Palazzo Menchetti, quella rivolta verso Porta Marina e via Don Minzoni, risale al Seicento ed è stata ristrutturata da Claudio Menchetti (1808-1872). La parte del palazzo, invece, rivolta verso la cinta muraria, di stile medioevale, venne costruita intorno al 1930/36, a cura di Edgardo Francesco Menchetti (1901-1995).
Pregevoli sono le varie decorazioni pittoriche e la Cappellina privata, dedicata alla Madonna del Carmine. Si segnala inoltre la Sala con i ritratti di Claudio Menchetti e delle sue figlie, e varie altre figure mitologiche.
Il 21 febbraio 1975 il Tribunale di Ancona decretò l’adozione di Pier Francesco BARTOLAZZI, nobile di Cingoli, da parte di Edgardo Francesco, cugino paterno dell’adottato, il quale aggiunse al suo il cognome MENCHETTI per sé e per la sua discendenza.
Palazzo Luzi-Fedeli-Gabuzzi
Di origine seicentesca, si affaccia su corso Mazzini con inferriate e balconcini in ferro battuto. All'interno sono conservati dipinti ed una cappellina dedicata a San Pio V ospitante 365 reliquie di santi, una per ogni giorno dell'anno. Al piano nobile è invece situato un salone con soffitto neoclassico raffigurante Marte su un carro trainato da cavalli mentre un'altra sala presenta un soffitto a grottesche con al centro il mito di Orfeo e Euridice.
Palazzo Sanzi-Pericoli
Situato come il precedente lungo corso Mazzini, fu edificato tra il 1723 e il 1739 dai fratelli Giuseppe, Orazio e Carlo Sanzi, per poi passare alla famiglia Pericoli. All'interno, oltre alle decorazioni a stucco e a fresco del pittore bolognese Luigi Samoggia e alla cappellina privata, conserva una tela raffigurante Montalboddo nel 1746. Curiosa è la scala a chiocciola che dagli scantinati arriva sino alle soffitte e che un tempo era percorribile anche dagli animali da soma per il trasporto delle granaglie.
Palazzo Censi-Buffarini
Il settecentesco Palazzo Censi-Buffarini si affaccia, come quello Comunale, sulla piazza principale della Città. Monumentale edificio, venne edificato dalla nobile famiglia dei Gherardi che alla fine del Settecento aggiunse al suo cognome anche quello di Benigni diventando Gherardi-Benigni. Alla fine dell’Ottocento passò ai Censi-Buffarini che già dal 1869 con Raffaele Censi-Buffarini avevano la disponibilità di una vasta quantità di terreni situati a S. Elpidio, Montemarciano, Ostra, Belvedere Ostrense, Senigallia a cui si aggiungevano quelli portati in dote dalla giovane moglie Anna Maria Guerrini di Ravenna. Il figlio Vincenzo, laureato in scienze agricole, incrementò le superfici fino a superare i mille ettari. Studioso appassionato, sperimentò nuove tecniche di coltivazione, allora definite d’avanguardia, su grano, mais, barbabietola, girasole, vite ed olivo. Oggi la famiglia mantiene la tradizione e in particolare modo ha diversi vitigni di Lacrima di Morro d’Alba su terreno collinare meglio esposto e protetto, in zona di origine controllata.
Il palazzo invece venne acquistato dagli Istituti Autonomi di Beneficenza di Ostra intorno al 1974, per localizzarvi gli uffici dell’dell’Ospedale Civile. Dopo la chiusura del nosocomio l’Azienda Sanitaria di Senigallia, a cui nel frattempo il bene era passato, tentò di venderlo senza successo. Da allora vi sono stati vari progetti per il recupero o la sua trasformazione in un centro culturale polivalente, creditizio, commerciale e anche abitativo, ma sino ad ora senza nessun risultato concreto.

### Altro
Cinta muraria

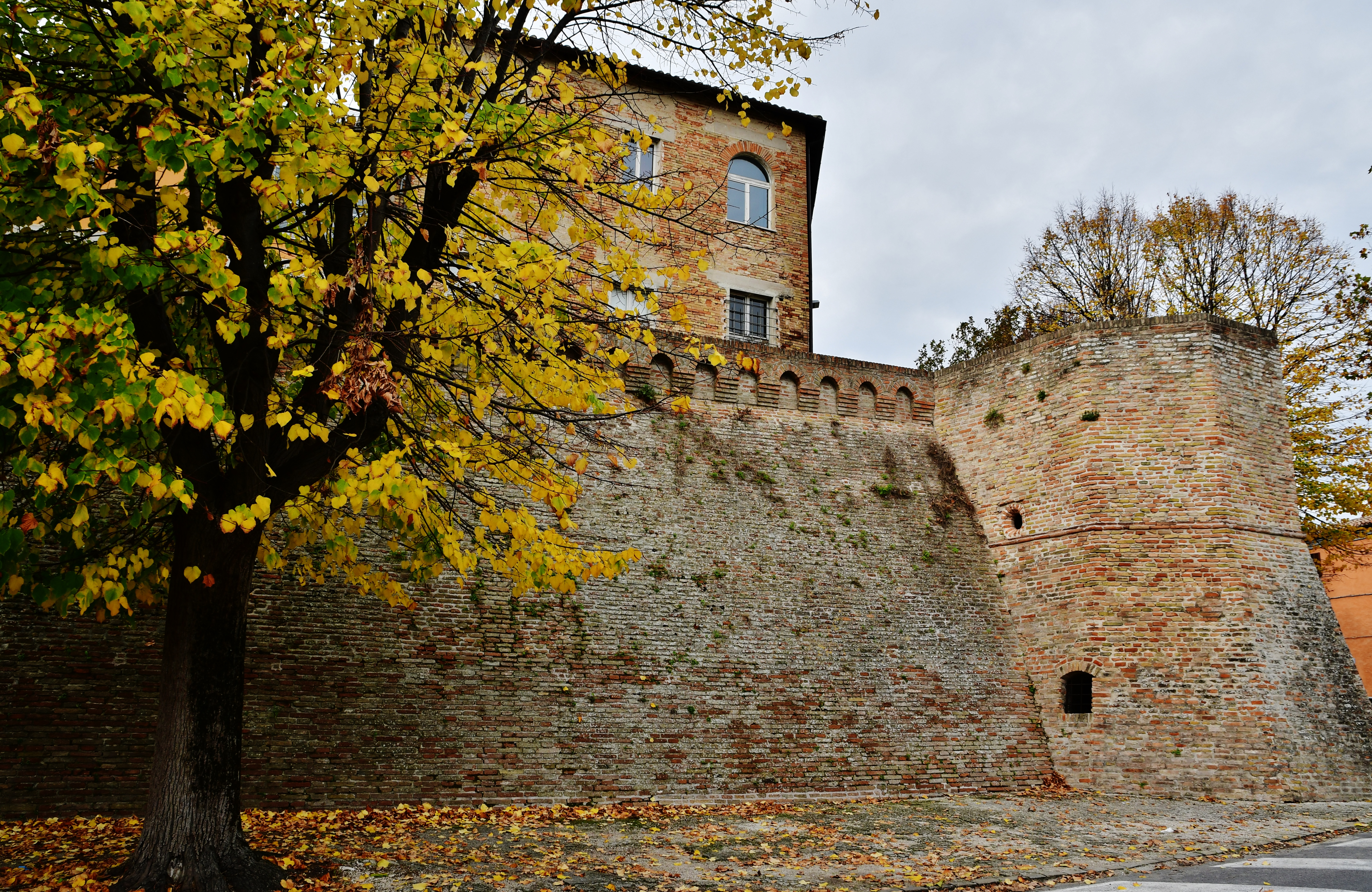
Le Mura medievali.

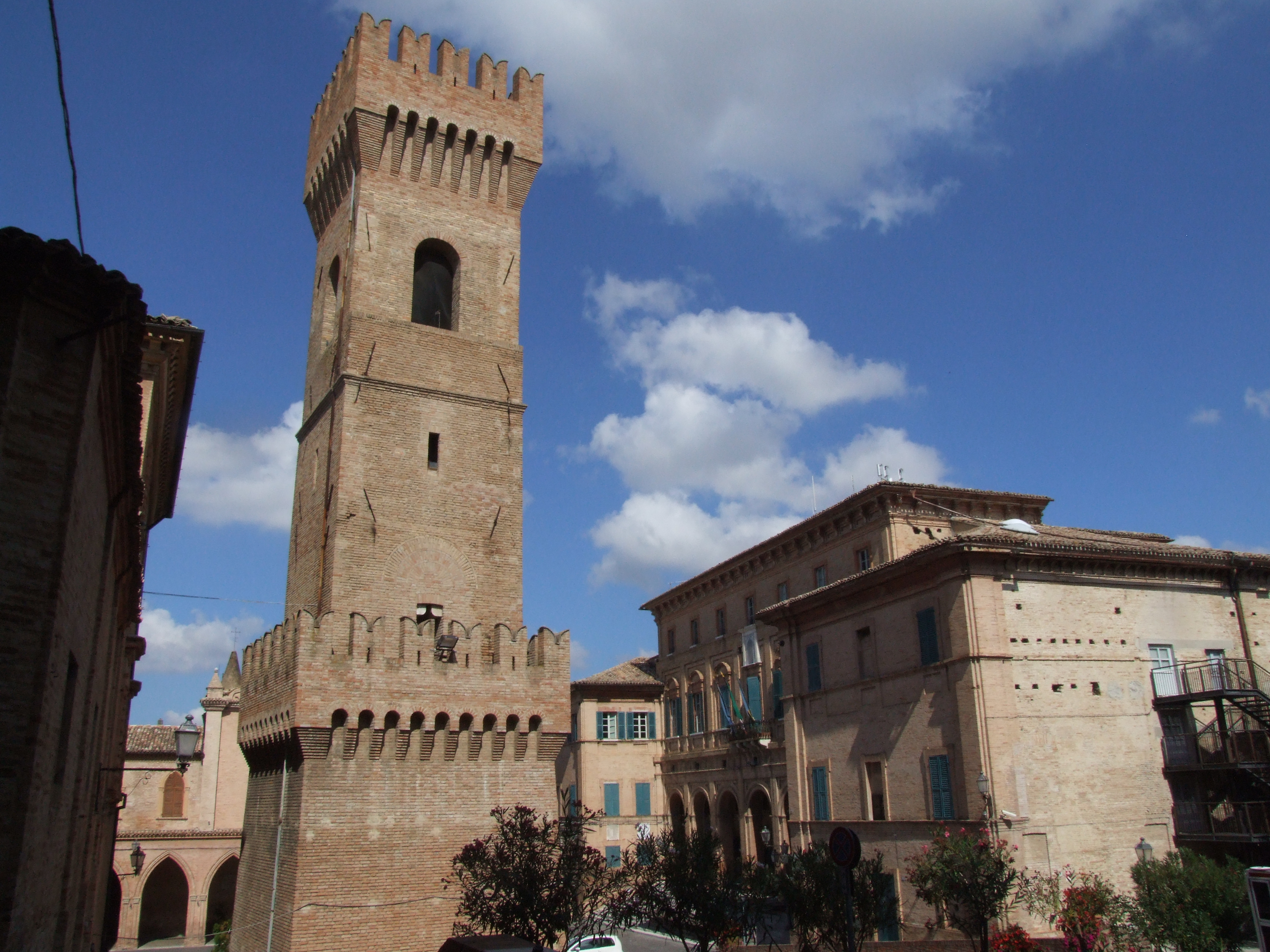
Piazza dei martiri con la torre civica (alta 33 metri).

Quando venne istituito il comune di Montalboddo, alla fine del secolo decimosecondo (1194), la costituzione fisico-edilizia del castello non si estendeva alla superficie attuale. La primitiva cerchia muraria, fatta di legname, steccati, muratura primitiva, ricopriva una superficie pari ad un quarto di quella che ricopre attualmente, perché racchiudeva solo la parte alta del paese: e cioè la rocca, che si innalzava nel punto più alto, dove in seguito sarebbe stato edificato il monastero delle clarisse; la zona davanti alla rocca stessa che assumeva il nome di Fossarile, a causa delle numerosissime fosse di deposito del grano; una parte dell'attuale piazza dei Martiri e tutta la parte di via della Boccetta, con la parte, a ridosso del Fossarile, dell'odierna via Gramsci. Lo sviluppo naturale per l'incastellamento di altri abitanti e lo sviluppo del Borgo extra muros di Santa Croce permisero, poi, l'ampliamento della cerchia muraria del castello primitivo sino a racchiudere lo stesso borgo di Santa Croce. L'accesso al paese libero di giorno, ma autorizzato con scritto dal magistrato per la notte, era possibile solo attraverso i ponti levatoi e le rispettive porte. Nel secolo decimoquarto queste erano tre: porta del Mercato a sud; porta S. Croce a nord e porta Nuova ad est. Questa ultima porta fu chiusa sul principio del 1400 ed era sita con tutta probabilità, stando alla 2ª senaita, all'altezza dell'attuale accesso al paese, aperto nelle mura ad est dell'abitato, con la via risalente lungo il fianco dell'ancora esistente chiesa di San Gregorio o del Crocifisso, sino all'incrocio con la via del Corso. Poi, nella seconda metà dell'Ottocento, la trasformazione edilizia, prospettata ed eseguita dal sindaco Luigi Antolini, distrusse per sempre ed irreparabilmente anche le due porte superstiti, quella del Mercato e quella di S. Croce. Per prima, toccò a quella di S. Croce, che venne demolita nel 1871 e poi, nel 1874, all'altra, quella del Mercato. Alla demolizione di queste seguirono, in un primo momento, l’edificazione di bastioni in muratura portanti robusti cancelli, tolti nel 1907, poi la demolizione di questi intorno al 1920 per permettere un più agevole e scorrevole ingresso alla città. Anche le mura castellane nel corso dei secoli ebbero varie trasformazioni: all'inizio erano molto più alte di quelle attuali, in seguito venne rialzato il piano stradale ed interrato il fossato, per facilitare la circolazione.
Piazza dei Martiri
Situata nella parte alta del centro storico, alla confluenza di via del Teatro, corso Mazzini e via Gramsci, piazza dei Martiri è il cuore della vita cittadina, nonché la principale piazza del comune. Su di essa si affacciano il settecentesco palazzo comunale, con l'annesso teatro La Vittoria, la torre civica (costruita nel XVI secolo e riedificata nel 1950 dopo essere stata bombardata nel corso della seconda guerra mondiale) e la chiesa di San Francesco. Non più presente all'interno dello scenario della piazza è invece la chiesa di San Giovanni, andata distrutta nel corso dell'ultima guerra mondiale e della quale la torre dell'orologio costituiva il campanile.
Vicino alla frazione Casine sorgeva, fino al 1935, un olmo di dimensioni eccezionali, conosciuto con l'appellativo di "olmo bello". L'albero misurava 28 metri di altezza, la circonferenza della chioma era di 110 metri mentre quella del tronco, alla base, di oltre 6 metri. Queste misure eccezionali resero l'olmo bello un vero e proprio luogo di ritrovo per ostrensi e cittadini dei comuni limitrofi, che erano soliti ritrovarsi all'ombra dei suoi rami per trascorrere ore spensierate. La notorietà dell'albero era tale che esso compariva anche su molte cartoline dell'epoca, alcune delle quali riportavano l'erronea scritta "saluti da Senigallia", ed era citato da diversi testi enciclopedici.
Il giorno del suo abbattimento, resosi necessario in quanto divenuto ormai secco, il tronco rivelò nella sua sezione 400 cerchi concentrici, a testimonianza di una vita durata oltre quattro secoli. Da esso si ottennero ben 70 quintali di legna.

## Società

### Evoluzione demografica
Abitanti censiti

## Cultura

### Cinema
Ostra, e in particolar modo Piazza dei Martiri, hanno fatto da sfondo a diversi film:
- Cuore, film del 1973 diretto da Romano Scavolini
- La nipote del prete, commedia del 1976 diretta da Sergio Grieco
- La belva col mitra, poliziottesco del 1977 diretto da Sergio Grieco e interpretato da Helmut Berger e Richard Harrison
- Prova a volare, film drammatico del 2003 diretto da Lorenzo Cicconi Massi con Riccardo Scamarcio, Antonio Catania, Ennio Fantastichini e Alessandra Mastronardi

### Cucina
Ostra fa parte delle seguenti associazioni:
- Associazione Nazionale Città dell'Olio;
- Associazione Nazionale Città del Miele.

Inoltre il territorio di Ostra appartiene all'area di produzione del vino DOC Lacrima di Morro d'Alba.

### Eventi
- La Mostra nazionale dell'antiquariato e artigianato artistico si tiene ogni anno nelle prime settimane del mese di agosto negli storici locali del palazzo dei Padri Conventuali.
- Negli anni novanta Ostra è stata sede del concorso lirico internazionale Angelica Catalani.
- La Notte degli sprevengoli si tiene del periodo di Halloween, strade, piazze e palazzi del paese vengono addobbati nel più classico stile "horror". Gli sprevengoli, che danno il nome alla festa, sono, secondo la tradizione popolare locale, degli spiritelli che disturbano le persone nel sonno e che proprio tramite i festeggiamenti possono essere scacciati.
- Nel mese di ottobre, in occasione della festa di San Gaudenzio patrono di Ostra, si tiene dal 1670 l'annuale fiera.
- Il giorno di mercato settimanale è il venerdì.
- Il Carnevale è molto sentito e partecipato. Dopo la sfilata dei carri intorno alle mura ci si ritrova a festeggiare allegramente in Piazza dei Martiri.

Le principali sagre sono:
- Sagra del coniglio in porchetta, che si tiene all'inizio del mese di giugno nella frazione Vaccarile.
- Sagra delle pappardelle al cinghiale, organizzata durante la prima settimana di agosto nella frazione Casine.
- Sagra del passatello, organizzata nel primo fine settimana di luglio nella frazione Pianello.
- Luci e sapori di San Martino che si svolge nel secondo fine settimana di novembre nella frazione Pianello

## Economia

### Turismo
Dal 2003 Ostra si fregia della bandiera arancione del Touring Club Italiano, marchio di qualità turistico-ambientale per i piccoli comuni dell'entroterra.

## Amministrazione

Il gonfalone comunale

Dal 23 ottobre 2006 Ostra fa parte dell'Unione dei Comuni di Ostra e Ripe.
| Periodo          | Periodo          | Primo cittadino          | Partito                         | Carica                  | Note |
| ---------------- | ---------------- | ------------------------ | ------------------------------- | ----------------------- | ---- |
| 18 marzo 1861    | 26 gennaio 1867  | Desiderio Roberti Lauri  |                                 | Sindaco                 |      |
| 27 gennaio 1867  | 27 ottobre 1889  | Luigi Antolini           |                                 | Sindaco                 |      |
| 28 ottobre 1889  | 8 febbraio 1892  | Giuseppe Roberti Lauri   |                                 | Sindaco                 |      |
| 9 febbraio 1892  | 2 settembre 1896 | Giuseppe Maltoni         |                                 | Sindaco                 |      |
| 3 settembre 1896 | 28 novembre 1897 | Gherardo Gherardi        |                                 | Sindaco                 |      |
| 29 novembre 1897 | 10 febbraio 1901 | Nicola Giacometti        |                                 | Sindaco                 |      |
| 11 febbraio 1901 | 7 novembre 1911  | Italo Antolini           |                                 | Sindaco                 |      |
| 8 novembre 1911  | 4 dicembre 1911  | Nicola Giacometti        |                                 | Sindaco                 |      |
| 5 dicembre 1911  | 18 luglio 1919   | Italo Antolini           |                                 | Sindaco                 |      |
| 19 luglio 1919   | 7 novembre 1920  | Arrigo Osti              |                                 | Commissario prefettizio |      |
| 8 novembre 1920  | 29 maggio 1922   | Ettore Antoncecchi       |                                 | Sindaco                 |      |
| 5 marzo 1923     | 12 luglio 1923   | Arnoldo Woodley Losach   |                                 | Commissario prefettizio |      |
| 12 luglio 1923   | 2 marzo 1927     | Pasqualino Rocchegiani   |                                 | Commissario prefettizio |      |
| 3 marzo 1927     | 23 aprile 1931   | Pasqualino Rocchegiani   |                                 | Podestà                 |      |
| 24 aprile 1931   | 15 febbraio 1937 | Arrigo Osti              |                                 | Podestà                 |      |
| 16 febbraio 1937 | 23 novembre 1937 | Ubaldo Olivi             |                                 | Commissario prefettizio |      |
| 24 novembre 1937 | 9 marzo 1939     | Giovanni Monti Guarnieri |                                 | Commissario prefettizio |      |
| 10 marzo 1939    | 14 maggio 1939   | Pasqualino Rocchegiani   |                                 | Commissario prefettizio |      |
| 15 maggio 1939   | 7 ottobre 1940   | Pasqualino Rocchegiani   |                                 | Podestà                 |      |
| 8 ottobre 1940   | 30 aprile 1941   | Paolo Pucci              |                                 | Commissario prefettizio |      |
| 1º maggio 1941   | 28 novembre 1941 | Elmo Bachiega            |                                 | Commissario prefettizio |      |
| 29 novembre 1941 | 24 agosto 1943   | Elmo Bachiega            |                                 | Podestà                 |      |
| 25 agosto 1943   | 27 dicembre 1943 | Paolo Pucci              |                                 | Commissario prefettizio |      |
| 28 dicembre 1943 | 6 marzo 1944     | Domenico Bosmin          |                                 | Commissario prefettizio |      |
| 7 marzo 1944     | 5 agosto 1944    | Giuseppe Zenobi          |                                 | Commissario prefettizio |      |
| 6 agosto 1944    | 8 agosto 1947    | Vittorugo Mallucci       |                                 | Sindaco                 |      |
| 9 agosto 1947    | 19 maggio 1948   | Luigi Ferraris           |                                 | Sindaco                 |      |
| 20 maggio 1948   | 19 novembre 1948 | Armanzio Borelli         |                                 | Commissario prefettizio |      |
| 20 novembre 1948 | 3 febbraio 1953  | Giovanni Bonventre       |                                 | Sindaco                 |      |
| 4 febbraio 1953  | 25 marzo 1953    | Carlo Di Jorio           |                                 | Commissario prefettizio |      |
| 26 marzo 1953    | 12 maggio 1953   | Giovanni Bonventre       |                                 | Sindaco                 |      |
| 13 maggio 1953   | 18 maggio 1957   | Umberto Doninelli        |                                 | Sindaco                 |      |
| 19 maggio 1957   | 8 luglio 1970    | Giovanni Bonventre       |                                 | Sindaco                 |      |
| 9 luglio 1970    | 31 luglio 1985   | Ovidio Bartoletti        |                                 | Sindaco                 |      |
| 1º agosto 1985   | 14 maggio 1995   | Antonio Mallucci         |                                 | Sindaco                 |      |
| 15 maggio 1995   | 13 giugno 1999   | Vincenzo Morganti        | Lista civica di centro-destra   | Sindaco                 |      |
| 14 giugno 1999   | 8 giugno 2009    | Lorenzo Cioccolanti      | Lista civica di centro-sinistra | Sindaco                 |      |
| 9 giugno 2009    | 25 maggio 2014   | Massimo Olivetti         | Lista civica di centro-destra   | Sindaco                 |      |
| 26 maggio 2014   | 26 maggio 2019   | Andrea Storoni           | Lista civica di centro-sinistra | Sindaco                 |      |
| 27 maggio 2019   | in carica        | Federica Fanesi          | Lista civica di centro-destra   | Sindaco                 |      |

### Gemellaggi
- Markt Schwaben, dal 25 ottobre 2003

## Sport
Numerose sono le associazioni sportive operanti sul territorio di Ostra:
Ostra Calcio Asd
L'attuale società sportiva è stata fondata nel 2023 dall'unione dei due club calcistici ostrensi: S.S. Ostra Calcio e A.S.D. Misa Calcio.
La prima squadra milita nel campionato regionale di Promozione.
La società partecipa anche ai vari campionati giovanili: dalla categoria "Piccoli amici" alla "Juniores"
Città di Ostra
Nata nel 2020, è l'unione delle due squadre di calcio a 5 del paese: A.S.D. Ostrense calcio a 5 e G.S. Casine calcio a 5 
e milita nel campionato provinciale di C2 girone A. I colori sociali sono il giallo e il blu.
La società ha anche una squadra che partecipa al campionato provinciale CSI Ancona.
Polisportiva Ostra
Nata agli inizi degli anni novanta per la pratica della pallavolo, sia maschile che femminile, i colori sociali sono il bianco e il verde.
G.S. Pianello
È uno dei gruppi sportivi più antichi di Ostra, con sede nell'omonima frazione.